# Hafize Gaye Erkan
Hafize Gaye Erkan (* 1979 in Istanbul) ist eine türkisch-US-amerikanische Bankerin und Managerin. Erkan war bis 2021 ein halbes Jahr stellvertretende Geschäftsführerin bei der 2023 insolventen, von JPMorgan übernommenen First Republic Bank. Zuvor war sie neun Jahre als leitende Bank-Analystin bei Goldman Sachs tätig. Im Juni 2023 wurde sie zur Chefin der Türkischen Zentralbank ernannt. Im Februar 2024 trat sie zurück.

## Werdegang

### Ausbildung und Berufsstationen an der Wall Street
Erkan wurde in Istanbul geboren. Ihr Vater war Ingenieur und ihre Mutter war Physik- und Mathematiklehrerin. Sie besuchte das Istanbul (Erkek) Lisesi für ihre Schulausbildung. Nach ihrem Abschluss absolvierte sie ein Studium im Fach Industrial Engineering an der Boğaziçi-Universität. Im Jahr 2001 schloss sie ihr Bachelorstudium als eine der besten Absolventinnen ihres Jahrgangs ab.
Von 2005 bis 2014 arbeitete Erkan bei Goldman Sachs als leitende Analystin mit Schwerpunkt auf Banken. Danach wechselte sie in den Vorstand der First Republic Bank und bekleidete dort bis zu ihrem Rücktritt im Jahr 2021 die Position des Co-CEO. Zusätzlich war sie bis 2021 auch im Vorstand von Tiffany & Co. tätig.
Erkan war auch Mitglied des Vorstands (Board of Directors) des US-Versicherungsmaklers Marsh McLennan.

### Gouverneurin der türkischen Zentralbank
Im Juni 2023 wurde Hafize Gaye Erkan vom türkischen Präsidenten Erdoğan zur Präsidentin der türkischen Zentralbank ernannt. Ihre Ernennung wurde in Finanzkreisen als Zeichen der Rückkehr zu einer konventionelleren Geldpolitik interpretiert, nach mehreren Jahren ständiger Zinssenkungen trotz hoher Inflation. Tatsächlich hob Erkan den Leitzins Wochen später deutlich an, doch fiel diese Anhebung von 8,5 auf 15 %, die erste in über zwei Jahren, niedriger aus, als die Märkte erwartet hatten, was einen neuen Fall der Landeswährung verursachte. In der Zentralbanksitzung vom August hob der geldpolitische Ausschuss der türkischen Notenbank unter Vorsitz von Erkan den Leitzins überraschend um 7,5 % auf 25 % an, was die Markterwartungen von durchschnittlich 20 % bei weitem übertraf. Dies bewirkte einen anschließenden Wertanstieg der türkischen Lira gegenüber dem US-Dollar. Der Ausschuss deutete anschließend weitere Zinserhöhungen an.
Am 2. Februar 2024 trat Hafize Gaye Erkan als Chefin der türkischen Zentralbank zurück, nachdem sie Korruptionsvorwürfen ausgesetzt war. Nachfolger wurde Fatih Karahan.